# Güzelyayla, Çayıralan
Güzelyayla là một xã thuộc huyện Çayıralan, tỉnh Yozgat, Thổ Nhĩ Kỳ. Dân số thời điểm năm 2010 là 20 người.